# Kingpin

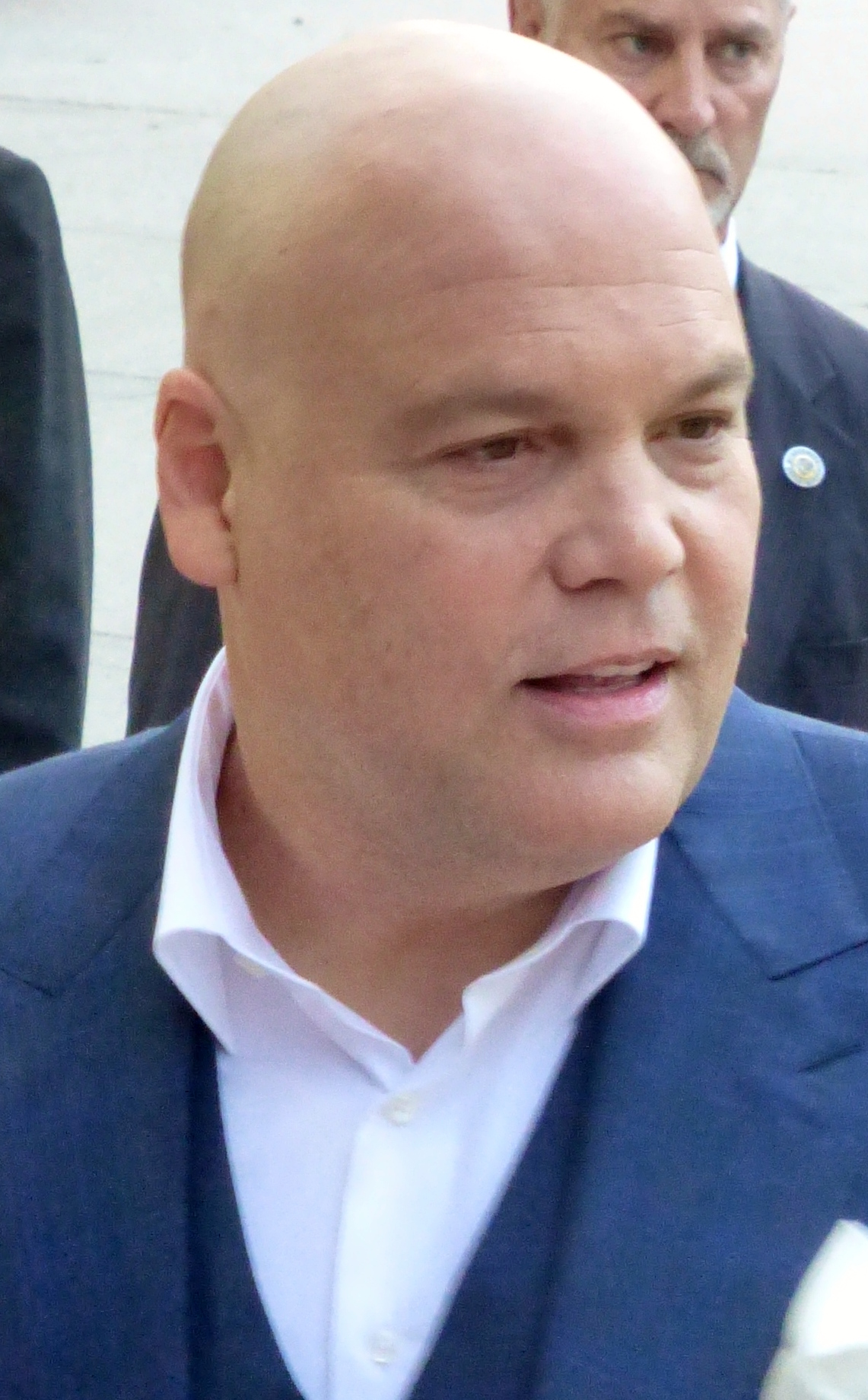
Vincent D'Onofrio, představitel Kingpina v seriálu Daredevil

Kingpin (pravé jméno Wilson Fisk) je fiktivní komiksová postava od společnosti Marvel Comics. Je to holohlavý, velmi silný a velmi obávaný muž. Je to boss velké mafie New Yorku a také úhlavní nepřítel Daredevila. Poprvé se objevil v komiksu The Amazing Spider-Man #50. Autory postavy jsou Stan Lee a John Romita, jr.[zdroj?] Většinou nosí bílé sako a tmavě modré kalhoty.